# Sędzia (hokej na lodzie)

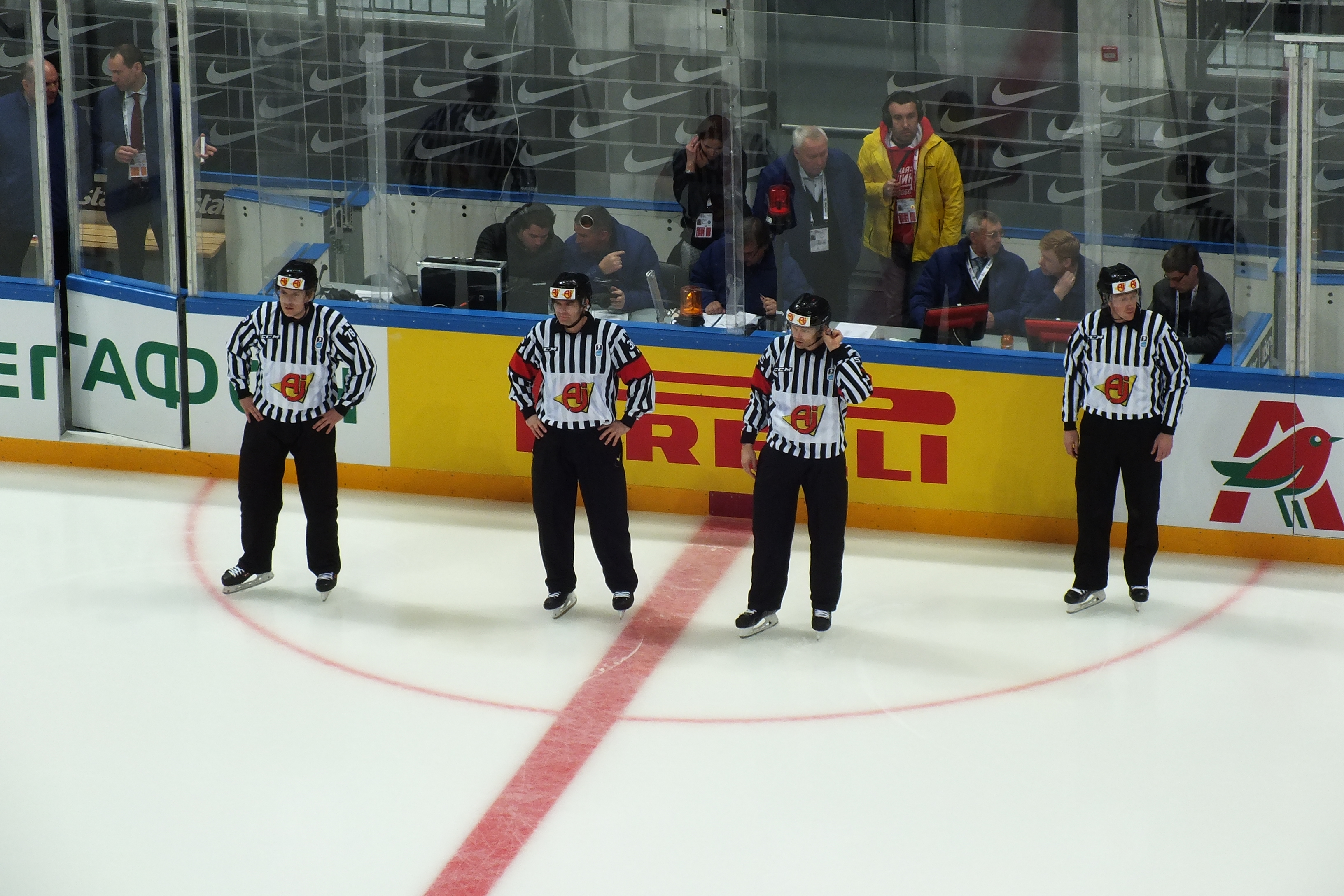
Dwóch sędziów głównych i dwóch liniowych na mistrzostwach świata 2016 w Rosji

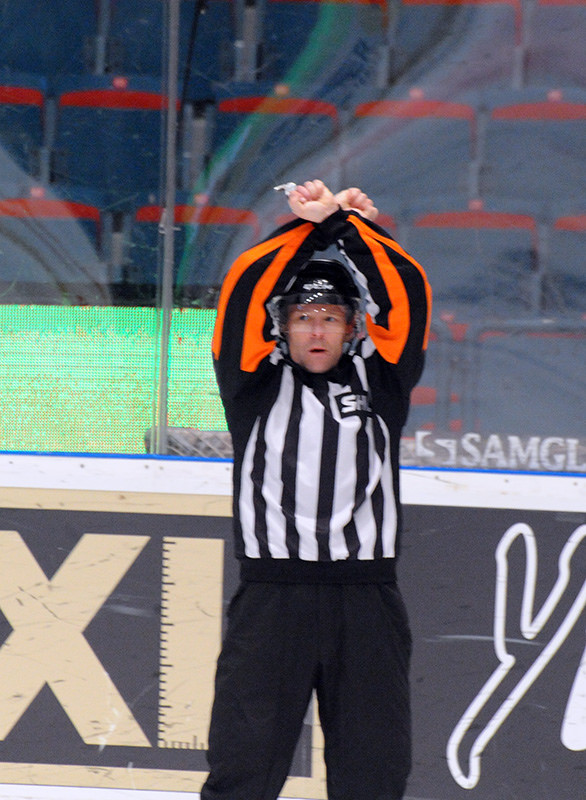
Sygnalizacja sędziego głównego – rzut karny podczas meczu Szwedzkiej Hokejowej Ligi w 2014

Sędzia hokeja na lodzie – sędzia sportowy, który czuwa nad prawidłowym przebiegiem meczu hokeja na lodzie i przestrzeganiem przepisów gry.
W hokeju na lodzie obowiązują dwa systemy używane we wszystkich mistrzostwach Międzynarodowej Federacji Hokeja na Lodzie, turniejach i międzynarodowych meczach, w których uczestniczą drużyny narodowe:
- trzech sędziów (jeden sędzia główny, dwóch sędziów liniowych),
- czterech sędziów (dwóch sędziów głównych, dwóch sędziów liniowych).

Obowiązki sędziów głównych i sędziów liniowych w tych systemach są takie same przy czym krajowe związki (na przykład Polski Związek Hokeja na Lodzie) mają prawo do używania systemu dwóch sędziów (dwóch sędziów na lodowisku pełni równocześnie funkcję sędziów głównych, jak i liniowych) lub innego systemu w zawodach będących pod jurysdykcją krajowych związków.
Sędzia główny podejmuje kluczowe decyzje w trakcie meczu, takie jak rozpoczęcie meczu, uznawanie goli, nakładanie kar i tak dalej, sygnalizując je za pomocą gestów opisanych w przepisach. Sędziowie liniowi sygnalizują za pomocą gestów uwolnienie, spalonego, odłożonego spalonego i nadmierną liczbę hokeistów na lodzie. Ubiór wszystkich sędziów w rozgrywkach hokejowych jest jednakowy – posiadają czarne spodnie i kaski oraz bluzy w biało-czarne pionowe pasy. Dla wyróżnienia sędziowie główni oznaczeni są pomarańczowymi opaskami na rękach powyżej łokci.